# Capitanopsis
Capitanopsis là một chi thực vật có hoa trong họ Hoa môi (Lamiaceae).

## Loài
Chi Capitanopsis gồm các loài: